# B爆撃機計画
B爆撃機計画（Bomber B project）は第二次世界大戦直前にナチス・ドイツで計画されたもので、ドイツ空軍の中型爆撃機、重爆撃機を対象とした次世代高速爆撃機の開発計画である。
当初、ドイツ航空省はこの計画の結果に非常に強い期待を持っており、当計画以外の新型爆撃機開発計画はほ全てキャンセルしてしまっていた。しかし、当計画による新型爆撃機の開発は失敗し、結局ドイツ空軍は第二次世界大戦中、時代遅れの爆撃機を運用せざるを得なくなってしまった。

## 背景

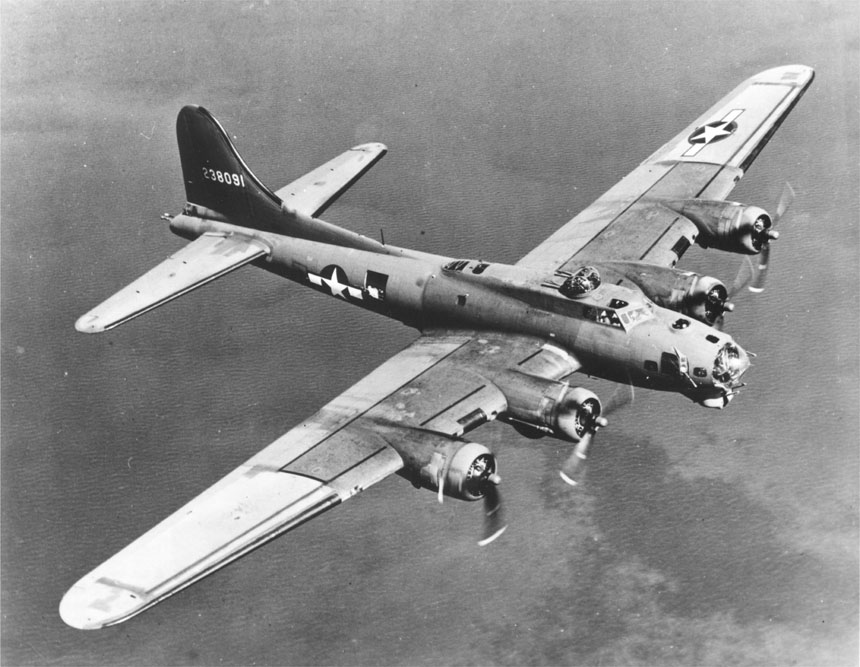
B-17 フライングフォートレス

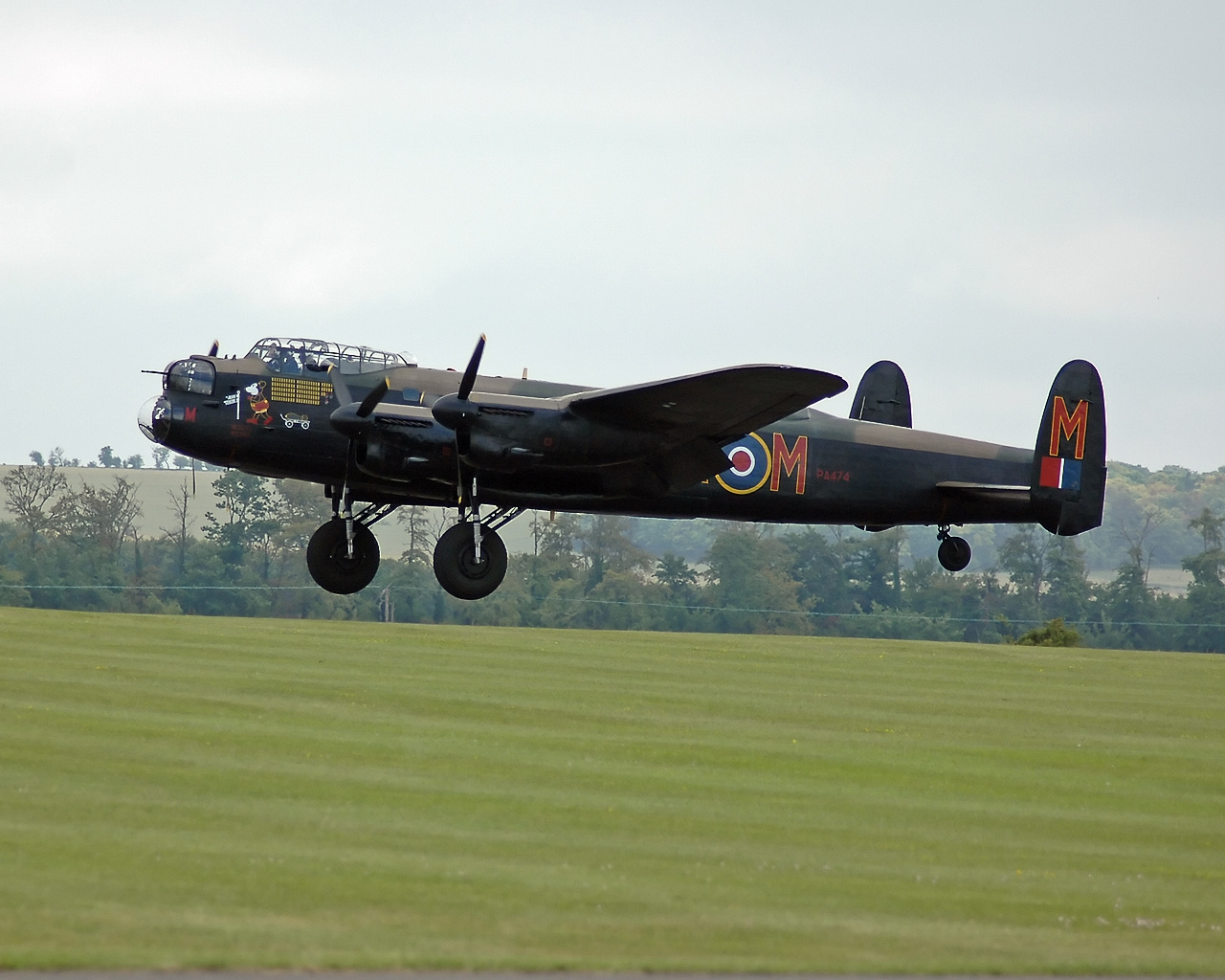
アブロ マンチェスターを四発化したアブロ ランカスター

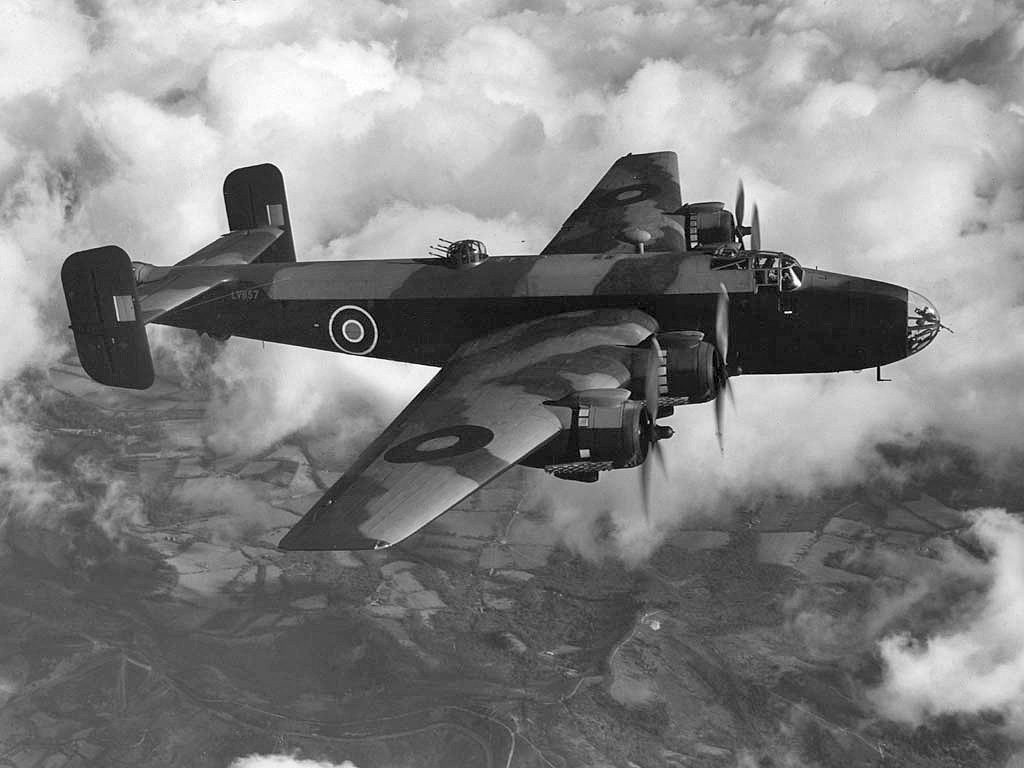
HP.56を四発化したハンドレページ ハリファックス

1930年代の航空機設計ではエンジンの出力不足が設計における大きな課題となっていた。航空機技術の向上によりかなり大型の航空機でも機体の設計・製作が可能になっていたが、それを離陸させるだけの出力を持つエンジンが存在しなかった。航空機用エンジンを大量に生産する能力を持っていたアメリカ合衆国はエンジンの出力不足を補うためB-17 フライング･フォートレスにみられるように4基のエンジンを搭載してこの問題を解決していた。イギリスやドイツはアメリカのようにエンジンを大量に生産することができなかったため、4基のエンジンではなく高出力な2基のエンジンを搭載する設計で間に合わせようとした。そのため、イギリスやドイツはより強力な次世代エンジンに重点的に投資を行った。そのエンジンはB-17並の大きさの航空機を2基のエンジンでまかなえるほどの出力を発生する予定だった。
1930年代の終わりごろ、新型の高性能エンジンの設計が始まり、イギリスとドイツはその新型エンジンの搭載を前提として新型爆撃機の設計をおこなっていた。
しかしイギリスでは新型エンジンであるロールス・ロイス ヴァルチャー エンジンを搭載するように設計されたアブロ マンチェスターやハンドレページ社のHP.56は十分な性能を発揮することができなかった。そこでアブロ マンチェスターとHP.56はヴァルチャーエンジン2基搭載ではなく、より小型のロールス・ロイス マーリンエンジンを4基搭載するように再設計され、それぞれアブロ ランカスターとハンドレページ ハリファックスとして開発された。皮肉なことに、この2つの機体は第二次世界大戦で非常に有用な重爆撃機として活躍している。

## 高速爆撃機構想
1936年、ドイツ航空省（RLM）は高速爆撃機（迎撃戦闘機よりも高速な爆撃機）の競作を開始した。当時は双発の爆撃機のほうが単発の戦闘機よりも高速を発揮できると考えられていた。この考えは1936年に開催されたチューリッヒのエアレースでドルニエ Do 17が同時代に設計されたヨーロッパ中の戦闘機よりも高速で飛行していることからも証明されていた。
その年の終わりにドイツ航空省は高速爆撃機として設計されたものの中からユンカース Ju 88を選定したが、その速度と引き換えにJu 88は小型の航空機になっており、爆弾倉には少量の爆弾しか搭載できなかった。Ju 88は追加で機体外部のラックに爆弾を搭載することもできたが、その場合は空気抵抗が大きくなり性能が著しく低下した。出力の低いエンジンで設計された高速爆撃機では十分な爆弾搭載量と燃料を搭載することが不可能だった。その欠点を補うためにハインケル He111やドルニエ Do 17のような速度の遅い機体が運用され続けていた。
Ju 88が運用されていた頃、ドイツの「高性能エンジン」のベンチテストが始まっていた。ダイムラー・ベンツ DB 604（液冷24気筒、直列6気筒 4列）やユンカース Jumo 222（液冷24気筒、直列4気筒 6列）は、2,500hp（1840kW）の出力が計画されていた。Ju 88に搭載されているJumo 211と比較して、これらの新しいエンジンの出力は2基で5,000hp(3680kW)にもなり利用可能な出力は2倍以上にもなった。この大きな出力により、大きな爆弾搭載量とそれを搭載可能な大きな機体内部スペース、より長距離飛行可能な余裕のある燃料搭載量、そしてより高い速度を持ち合わせている機体の設計が可能となる予定であった。

## 爆撃機B計画

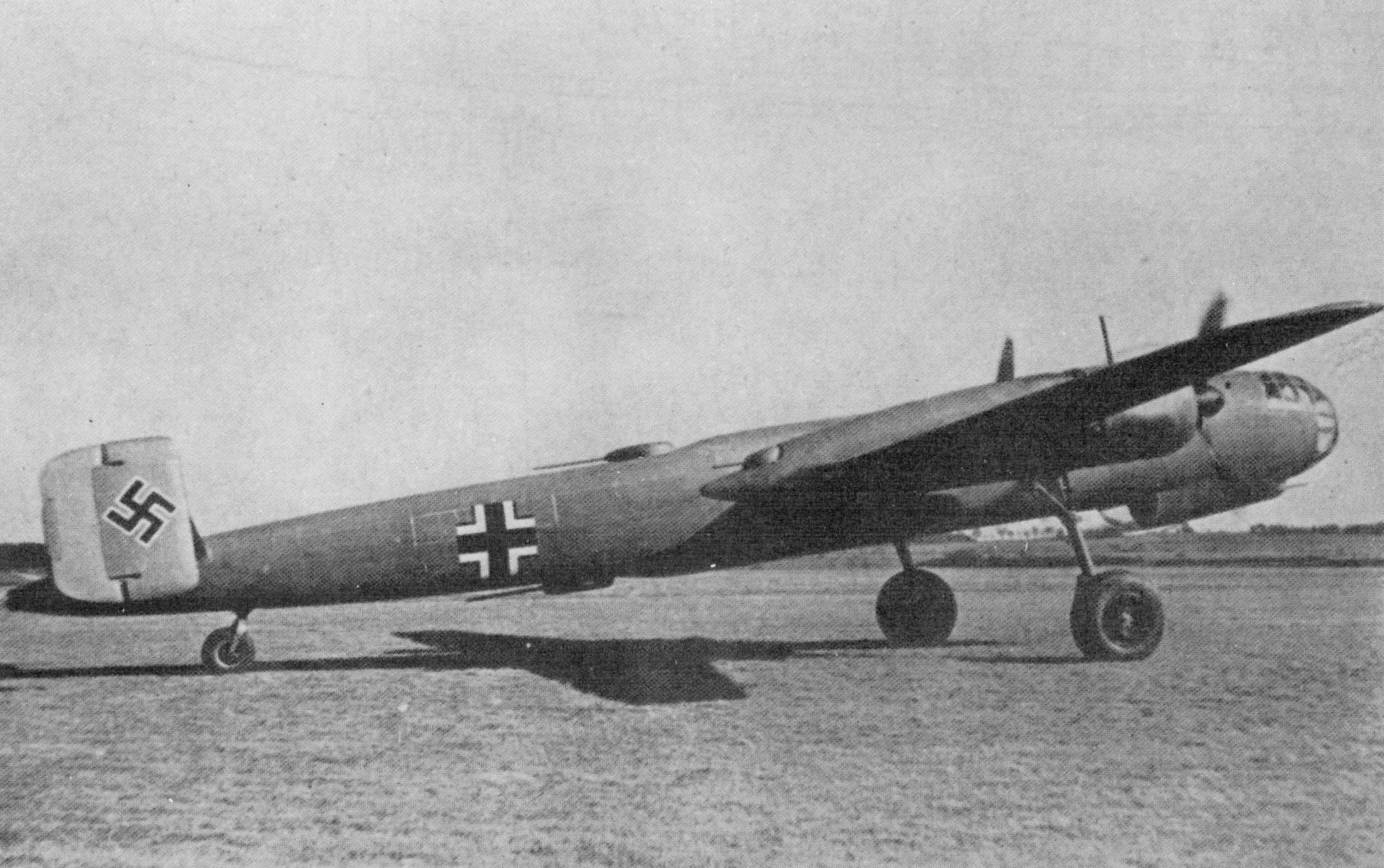
フォッケウルフ Fw 191

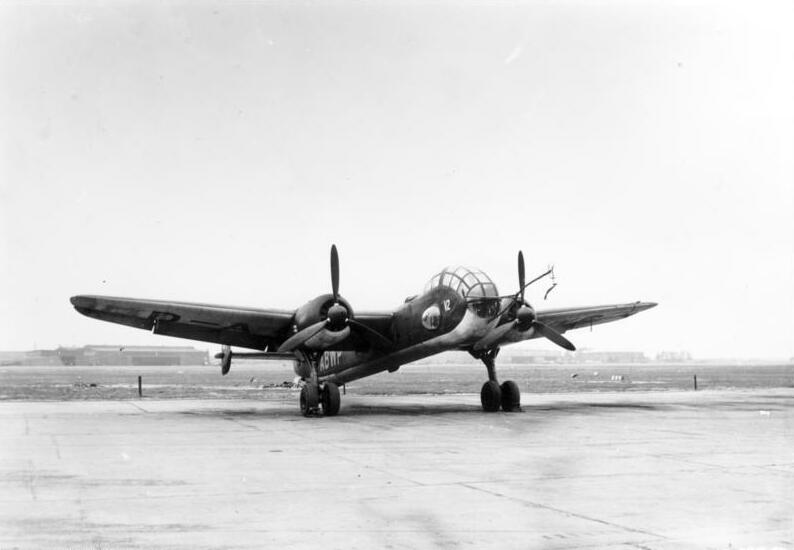
ユンカース Ju 288

ユンカース社は1937年後半からJu 88にJumo 222を搭載し性能を劇的に向上させた発展型、あるいは4つのクランクシャフトを持つJumo 223ディーゼルエンジンを搭載した型の研究をおこなっていた。
ドイツ航空省は1939年7月にB爆撃機計画の仕様書を発行した（ちなみにA爆撃機計画は1936年6月3日にRLMが名称をつけた重爆撃機の開発計画で、ハインケル社が計画を遂行し、ハインケルHe 177を完成させている）。B爆撃機計画はフランス、またはノルウェーの基地からイギリスのどの場所へでも爆撃できる航続距離を持ち、最高速度600km/hで爆弾搭載量4,000kgを備えた新型の中型爆撃機を要求していた。また、乗組員の作業性、防御火器の性能向上のために、与圧キャビンと遠隔操作の銃塔の搭載が計画されていた。
ドイツ航空省は高性能な機体を求めたB爆撃機計画で設計された機体をもって、既存の運用されている爆撃機を全て更新する予定だった。
アラド社、ドルニエ社、フォッケウルフ社とユンカース社が計画に参加し設計た。また、ヘンシェル社も後にHs 130で参加している。しかしこの競作は形式的なものであり、既にユンカース社のJu 288が量産対象に選定されており、プロトタイプの発注がなされていた。アラド社のAr 340は設計段階で落とされ、ドルニエ社のDo 317は優先順位を落として開発されることとなった。一方、フォッケウルフ社のFw 191もプロトタイプの発注が行われたが、フォッケウルフ社とドルニエ社の機体は計画のバックアップとしてRLMの技術局（T-Amt）で他の設計のテストベッドとして実験が開始された。
例えば、航空機を高高度で運用した際に、油圧装置が凍結する可能性を回避するためFw 191では電動モーターによる駆動システムを実験的に搭載していた。
しかしこのシステムは航空機の配線を非常に複雑なものにしてしまい、機体製造やメンテナンス時の作業量が激増した。また、モーターの数が多く、故障する可能性も高いシステムだった。

## プロジェクトの終焉
1940年中頃にはFw 191とJu 288の試作機の機体は完成していたが、搭載予定の高性能エンジンであるJumo 222またはDB 604は未完成の状態にあった。初飛行の際にはエンジンが間に合わなかったため、両機体の開発チームは予定していたエンジンより900 hp出力の低いBMW 801星形エンジンを搭載することを決定した。このため、試作機は深刻なエンジンの出力不足をかかえていた。
1941年10月になってJumo 222エンジンが開発チームの元に届けられた。また、この時点でDB 604の開発プロジェクトは既にキャンセルされていた。
1942年5月、この計画はJumo 222エンジンの不調によって絶望的な状況におかれた。そのため、エンジンが巨大で重量もかなり重いダイムラー・ベンツ DB 606を代わりに使用する提案がなされた。Fw 191とJu 288の試作機はこのDB606エンジンを搭載するように命令が下された。この時点でFw 191はBMW 801エンジンを搭載して試験飛行をしている段階にあり、Ju 288も試験飛行を行っていたが着陸時に着陸装置を破損する傾向があった。
RLMはB爆撃機計画が失敗した場合の保険となる他の設計を計画していなかったために絶望的な状況におかれた。例えばヘンシェル Hs 130のような通常のDB 603やDB 605エンジンを2基使用した設計や、ドルニエ Do 317に連結エンジンであるDB 606やDB 610エンジンを搭載する事など。そこでJu 88をベースとしたJu 88Bの設計をさらに発展させたJu 188や、既存の爆撃機の設計を拡大させて四発機にした試作機が発注された。
1943年6月、T-Amtは計画を破棄した。例えJumo 222の改良に成功しても、このころのドイツでは既にエンジンに使用する耐熱合金の材料が不足しており量産が出来ない状態になっていたためである。また戦局が悪化し、ドイツ空軍は他国を爆撃することより自国が爆撃されることへの対策を優先せねばらなかった。
ドイツ空軍が所有していた既存の双発の中型爆撃機が時代遅れになりつつあった1943年後期になっても有効な設計は何も残らなかった。最終的に爆撃機Ｂ計画は大規模かつ驚くほど高価な計画であったにもかかわらず何も得られず失敗に終わった。